# Jaime Suárez Juesas
Jaime Suárez Juesas (Oviedo, 31 de diciembre de 1996), conocido a nivel futbolístico como Jimmy, es un futbolista español que juega como centrocampista en el AEK Larnaca de Chipre.

## Trayectoria
Sus primeros pasos por las categorías inferiores pasaron por varios equipos de la ciudad de Oviedo. Empezó a jugar en el equipo de su colegio, Los Robles. De ahí pasó al Centro Asturiano de Oviedo. En la categoría infantil fichó por el Astur, permaneciendo con el club del Hermanos Llana hasta alcanzar su edad juvenil. En ese su primer año de juvenil, ficha por el Real Oviedo, incorporándose a su primer equipo juvenil que milita en División de Honor. Permanece en el equipo las dos temporadas que le permite la edad y cuando la sobrepasa es cedido durante una temporada, la 2015-16, a su club de origen, el Astur, con el que debuta en Tercera División. En la temporada 2016-17 vuelve al Real Oviedo, ahora para incorporarse a las filas del filial, el Real Oviedo Vetusta, que esa temporada juega en la Tercera División. En esa temporada se quedan a las puertas de la promoción a Segunda B, quedando los quintos, pero en la siguiente, 2017-18, logran el campeonato de su grupo y el ascenso en los play offs. Tras el ascenso es convocado por el técnico Juan Antonio Anquela para realizar la pretemporada 2018 con el primer equipo.
Finalmente, debuta con el primer equipo en la jornada 33 de la temporada 2018-19, el 31 de marzo de 2019 actuando como titular y jugando los 90 minutos frente al Deportivo de La Coruña en el estadio Carlos Tartiere, saldándose el partido con un empate a uno al final. Tras ese partido alcanza la titularidad en los tres encuentros que vinieron a continuación, dándose la circunstancia del cambio de entrenador entre el tercer y cuarto encuentro (Anquela es sustituido por Egea), sin que ello afectase a su titularidad. Dado su buen rendimiento, el club azul lo renueva y le da ficha profesional hasta la temporada 2021-22 el 1 de mayo de 2019. El 16 de diciembre de 2021, el Real Oviedo anuncia la renovación del canterano hasta junio de 2024 tras obtener gran peso en el equipo durante la temporada 2021-22 de la mano de José Ángel 'Cuco' Ziganda y convertirse en uno de los capitanes del conjunto carbayón.
El 30 de junio de 2024 firmó por el AEK Larnaca de Chipre.

## Estadísticas

### Clubes
Actualizado a 24 de junio de 2024.
| Club                         | Div.          | Temporada     | Liga  | Liga  | Copas nacionales | Copas nacionales | Total | Total |
| Club                         | Div.          | Temporada     | Part. | Goles | Part.            | Goles            | Part. | Goles |
| ---------------------------- | ------------- | ------------- | ----- | ----- | ---------------- | ---------------- | ----- | ----- |
| Astur C. F. · España         | 3.ª           | 2015-16       | 18    | 2     | —                | —                | 18    | 2     |
| Astur C. F. · España         | Total club    | Total club    | 18    | 2     | —                | —                | 18    | 2     |
| Real Oviedo Vetusta · España | 3.ª           | 2016-17       | 30    | 3     | —                | —                | 30    | 3     |
| Real Oviedo Vetusta · España | 3.ª           | 2017-18       | 34    | 5     | —                | —                | 34    | 5     |
| Real Oviedo Vetusta · España | 2.ª B         | 2018-19       | 23    | 0     | —                | —                | 23    | 0     |
| Real Oviedo Vetusta · España | Total club    | Total club    | 87    | 8     | —                | —                | 87    | 8     |
| Real Oviedo · España         | 2.ª           | 2018-19       | 10    | 0     | 0                | 0                | 10    | 0     |
| Real Oviedo · España         | 2.ª           | 2019-20       | 23    | 0     | 0                | 0                | 23    | 0     |
| Real Oviedo · España         | 2.ª           | 2020-21       | 15    | 0     | 2                | 0                | 17    | 0     |
| Real Oviedo · España         | 2.ª           | 2021-22       | 35    | 0     | 1                | 0                | 36    | 0     |
| Real Oviedo · España         | 2.ª           | 2022-23       | 23    | 1     | 3                | 0                | 26    | 1     |
| Real Oviedo · España         | 2.ª           | 2023-24       | 31    | 0     | 2                | 0                | 1     | 0     |
| Real Oviedo · España         | Total club    | Total club    | 137   | 1     | 8                | 0                | 145   | 1     |
| Total carrera                | Total carrera | Total carrera | 242   | 11    | 8                | 0                | 250   | 11    |

(Incluye partidos de 1.ª, 2.ª, 2.ªB, 3.ª asturiana, Copa del Rey y promociones de ascenso)

## Palmarés

### Títulos nacionales
| Título         | Club        | País   | Año  |
| -------------- | ----------- | ------ | ---- |
| Copa de Chipre | AEK Larnaca | Chipre | 2025 |